# Cezary Kęsik
Cezary Kęsik, właśc. Cezariusz Kęsik (ur. 23 maja 1990 w Puławach) – polski zawodnik mieszanych sztuk walki (MMA) oraz zawodowy żołnierz. W latach 2017-2022 mistrz federacji TFL w wadze średniej oraz ponowny od 2024. Walczył także dla federacji KSW.

## Kariera MMA

### Wczesna kariera i TFL
Przed zawodową karierą stoczył łącznie 26 amatorskich walk, z czego 23 zwyciężał. Pojedynki amatorskie toczył pod banderą Amatorskiej Ligi MMA.
24 stycznia 2015 zadebiutował zawodowo w mieszanych sztukach walki. Podczas gali TFL 6 / PLMMA 46 zorganizowanej w Lublinie pokonał przez techniczny nokaut Krystiana Tołkaczewskiego.
2 maja 2015 na gali TFL 7 / PLMMA 55 w Kraśniku wypunktował jednogłośnie Krzysztofa Mielniczuka.
7 listopada 2015 podczas gali Thunderstorm 1 – The Beginning poddał duszeniem gilotynowym Mikołaja Mataśka już w pierwszej rundzie.
16 stycznia 2016 podczas gali TFL 8 / AFC 7: Title Show technicznie znokautował Jana Kwiatonia w pierwszej rundzie.
28 maja 2016 na kolejnej gali TFL wygrał ponownie przez TKO, tym razem kończąc Piotra Walawskiego w drugiej rundzie.
1 kwietnia 2017 w walce o pas mistrzowski organizacji TFL, technicznie znokautował w drugiej rundzie Mateusza Ostrowskiego, tym samym zostając mistrzem w wadze średniej.
22 kwietnia 2017 na gali Madness Cage Fighting 2 technicznie znokautował w pierwszej rundzie Ukraińca, Wołodymyra Izanskij'ego.
9 marca 2019 podczas TFL 16: Radom vs. Reszta Świata przystąpił do pierwszej obrony pasa mistrzowskiego. Kęsik pokonał tam Białorusina, Michaiła Bureszkina, nokautując go w pierwszej rundzie.

### Początki w KSW
W 2019 roku podpisał kontrakt z największą polską federacją Konfrontacją Sztuk Walki, gdzie został ogłoszony jego pojedynek z Jakubem Kamieniarzem na galę KSW 48 w Lublinie. 27 kwietnia znokautował Kamieniarza w pierwszej rundzie.
9 listopada 2019 na gali KSW 51 odbywającej się w Chorwacji, poddał Serbskiego „Jokera”, Aleksandara Ilicia duszeniem zza pleców w drugiej rundzie.

### Dalsze starty w KSW i TFL
21 grudnia 2019 podczas gali TFL 19: Christmas Time przystąpił do drugiej obrony pasa mistrzowskiego TFL, pokonał tam przez TKO w pierwszej rundzie Finlandczyka, Jussiana Tuhmisa Halonena.
24 stycznia 2020 na gali Heraklesów Polskiego MMA z roku 2019, został nagrodzony statuetką w kategorii „Odkrycie Roku”.
7 marca 2020 podczas gali TFL 20: Sky Tattoo Radom Night po raz trzeci obronił mistrzowski pas TFL w wadze średniej, nokautując Gruzina, Giorgiego Lobzhanidze ciosami w parterze w drugiej odsłonie walki.
19 grudnia 2020 na gali KSW 57 przegrał po raz pierwszy w swojej karierze z rosyjsko-niemieckim zawodnikiem Abusupijanem Magomiedowem. Pojedynek skończył się w drugiej rundzie poprzez techniczne poddanie (duszenie gilotynowe).
23 października 2021 podczas wydarzenia KSW 64 skrzyżował rękawice z finalistą programu Tylko jeden, Marcinem Krakowiakiem. Walkę zwyciężył w trzeciej rundzie przez techniczny nokaut, po emocjonującym starciu. Pojedynek nagrodzono bonusem za najlepszą walkę wieczoru.
23 kwietnia 2022 w drugiej głównej walce wieczoru gali KSW 69, która odbyła się w Warszawie, zawalczył z byłym mistrzem Babilon MMA, Pawłem Pawlakiem. Walkę przegrał po trzech rundach niejednogłośną decyzją sędziów.
10 września 2022 na KSW 74 w Ostrowie Wielkopolskim przegrał przez techniczny nokaut w pierwszej rundzie, ulegając przechodzącemu do kategorii średniej, Tomaszowi Romanowskiemu.
28 października 2022 podczas walki wieczoru gali TFL 25 we Włodawie, miał przystąpić do czwartej obrony pasa mistrza Thunderstrike Fight League w wadze średniej, w starciu z pretendentem do tytułu, Pawłem Białasem. Ostatecznie Kęsik musiał wycofać się z tej walki z powodu kontuzji żeber, a nowym przeciwnikiem Białasa w walce o tytuł tymczasowy został Mateusz Strzelczyk.
Podczas KSW 84: De Fries vs. Bajor, która odbyła się 15 lipca 2023 w Gdyni zmierzył się z numerem osiem rankingu, Damianem Janikowskim. Przegrał przez jednogłośną decyzją sędziów.

### Strife i powrót do TFL
Kęsik po ostatnich porażkach dla KSW, kolejną walkę stoczył 15 grudnia 2023 dla organizacji Strife. Podczas gali Strife Tube 2 w Radomiu zawalczył w głównej walce wieczoru tej imprezy. Jego rywalem był doświadczony Brazylijczyk, Jonas Boeno. Kęsik powrócił na zwycięskie tory, wygrywając jednogłośną decyzją sędziowską po trzyrundowej dominacji zapaśniczej.
Pod koniec lipca 2024 roku, organizacja Thunderstrike Fight League, ogłosiła ponowne zakontraktowanie Kęsika oraz podała szczegóły jego powrotu. 27 września w Lublinie podczas gali TFL 31: Lubelska Siła, zawalczył o pas mistrzowski w wadze średniej, który dawniej posiadał w latach 2017-2022. Ostatecznie w sierpniu poinformowano, że Kęsik w walce wieczoru zmierzy się z byłym zawodnikiem FEN oraz KSW, Krystianem Bielskim. Zwyciężył z rywalem jednogłośnie na kartach punktowych, tym samym odzyskując pas TFL w wadze średniej.  

### Powrót do KSW
W grudniu 2024 roku, KSW zapowiedziało powrót Kęsika do organizacji, ogłaszając jego walkę z Tomaszem Jakubcem na gali XTB KSW 102, która odbyła się 25 stycznia 2025 w Radomiu. Na 10 dni przed tym wydarzeniem poinformowano, że Jakubiec doznał kontuzji, a w jego miejsce wejdzie Chorwat, Andi Vrtačić. Kęsik mimo prowadzenia pojedynku na kartach punktowych, ostatecznie przegrał z Chorwatem w drugiej rundzie przez techniczny nokaut. Organizacja nagrodziła walkę obu zawodników dodatkowym bonusem za walkę wieczoru.

## Życie prywatne
Od 2018 roku jest zawodowym żołnierzem (stopień: starszy szeregowy). Na co dzień służy w 42 Bazie Lotnictwa Szkolnego w Radomiu. Wcześniej służył także dla 2 Inowrocławski Pułk Inżynieryjny i 1 Dęblińskiego Batalionu Drogowo-Mostowy w Dęblinie.

## Osiągnięcia

### Mieszane sztuki walki
- 2020: Pozycja na liście dziesięciu najbardziej utalentowanych europejskich zawodników (przez portal MMA Fighting)[43]
- 2020: Herakles w kategorii Odkrycie Roku z 2019[18]
- Thunderstrike Fight League
  - 2017-2022: Mistrz TFL w wadze średniej (3 obrony pasa)[2][13][19]
  - 2024: Mistrz TFL w wadze średniej[3]

### Judo
- 2019: Mistrzostwa Inspektoratu Wsparcia Sił Zbrojnych w judo – 3. miejsce, kat. -90 kg[41]
- 2021: Mistrzostwa Inspektoratu Wsparcia Sił Zbrojnych w judo (4 walki, 3 wygrane) – 3. miejsce, kat.-100 kg[44]
- 2022: Mistrzostwa sił powietrznych w judo – 2. miejsce[45]

### Brazylijskie jiu-jitsu
- 2019: III Mistrzostwa Służb Mundurowych w Sportach Walki o Puchar Rektora-Komendanta AWL – 1. miejsce, kat. +85 kg[46]
- 2022: IV Mistrzostwa Służb Mundurowych w Sportach Walki o Puchar Rektora-Komendanta AWL.– 3. miejsce, kat. +85 kg[40]

## Lista walk w MMA
| Wynik     | Bilans | Przeciwnik (bilans przed walką) | Rozstrzygnięcie                           | Runda | Czas | Rozgrywki                                      | Data       | Miejsce             | Uwagi |
| --------- | ------ | ------------------------------- | ----------------------------------------- | ----- | ---- | ---------------------------------------------- | ---------- | ------------------- | --- |
| Przegrana | 15-5   | Andi Vrtačić (5-2)              | TKO (backfist i łokcie w parterze)        | 2     | 4:33 | XTB KSW 102: Przybysz vs. Azevedo              | 25.11.2025 | Radom               | Bonus za walkę wieczoru. Limit umowny -87 kg.                                                                          |
| Wygrana   | 15-4   | Krystian Bielski (9-7)          | Decyzja (jednogłośna)                     | 3     | 5:00 | TFL 31: Lubelska Siła                          | 27.09.2024 | Lublin              | Zdobył wakujący pas mistrzowski TFL w wadze średniej. Main Event.                                                      |
| Wygrana   | 14-4   | Jonas Boeno (43-19)             | Decyzja (jednogłośna)                     | 3     | 5:00 | Strife Tube 2                                  | 15.12.2023 | Radom               | Main Event. |
| Przegrana | 13-4   | Damian Janikowski (8-5)         | Decyzja (jednogłośna)                     | 3     | 5:00 | KSW 84: De Fries vs. Bajor                     | 15.07.2023 | Gdynia              | |
| Przegrana | 13-3   | Tomasz Romanowski (16-8. 1NC)   | KO (lewy sierpowy)                        | 1     | 3:54 | KSW 74: De Fries vs. Prasel                    | 10.09.2022 | Ostrów Wielkopolski | |
| Przegrana | 13-2   | Paweł Pawlak (19-4-1)           | Decyzja (niejednogłośna)                  | 3     | 5:00 | KSW 69: Przybysz vs. Martins                   | 23.04.2022 | Warszawa            | Co-Main Event. |
| Wygrana   | 13-1   | Marcin Krakowiak (11-3)         | TKO (ciosy pięściami)                     | 3     | 0:17 | KSW 64: Przybysz vs. Santos                    | 23.10.2021 | Łódź                | Bonus za walkę wieczoru.                                                                                               |
| Przegrana | 12-1   | Abusupijan Magomiedow (23-4-1)  | Techniczne poddanie (duszenie gilotynowe) | 2     | 1:53 | KSW 57: De Fries vs. Kita                      | 19.12.2020 | Łódź                | |
| Wygrana   | 12-0   | Giorgi Lobzhanidze (11-4)       | TKO (ciosy pięściami w parterze)          | 2     | 2:30 | TFL 20: Sky Tattoo Radom Night                 | 07.03.2020 | Radom               | Obronił pas mistrzowski TFL w wadze średniej. Main Event.                                                              |
| Wygrana   | 11-0   | Jussi Tuhmis Halonen (8-6)      | TKO (ciosy pięściami)                     | 1     | 1:05 | TFL 19: Christmas Time                         | 21.12.2019 | Lublin              | Obronił pas mistrzowski TFL w wadze średniej. Kęsik bronił pas w swojej wadze mimo umownego limitu -86 kg. Main Event. |
| Wygrana   | 10-0   | Aleksandar Ilić (12-2)          | Poddanie (duszenie zza pleców)            | 2     | 4:27 | KSW 51: Croatia                                | 09.11.2019 | Zagrzeb             | |
| Wygrana   | 9-0    | Jakub Kamieniarz (7-5)          | TKO (ciosy łokciami)                      | 1     | 3:04 | KSW 48: Szymański vs. Parnasse                 | 27.04.2019 | Lublin              | Debiut w KSW. |
| Wygrana   | 8-0    | Michaił Bureszkin (9-8)         | TKO (ciosy pięściami)                     | 1     | ?    | TFL 16: Radom vs. Reszta Świata                | 09.03.2019 | Radom               | Obronił pas mistrzowski TFL w wadze średniej.                                                                          |
| Wygrana   | 7-0    | Wołodymyr Izanskij (1-2)        | TKO (przerwanie przez lekarza)            | 1     | ?    | Madness Cage Fighting 2: Snatch                | 22.04.2017 | Puławy              | |
| Wygrana   | 6-0    | Mateusz Ostrowski (7-5-1)       | TKO (ciosy pięściami)                     | 2     | 1:12 | TFL 11: Slava Republic 2                       | 01.04.2017 | Kraśnik             | Zdobył pas mistrzowski TFL w wadze średniej.                                                                           |
| Wygrana   | 5-0    | Piotr Walawski (1-0)            | TKO (ciosy pięściami)                     | 2     | 2:06 | TFL 9: Next Episode                            | 28.05.2016 | Garwolin            | |
| Wygrana   | 4-0    | Jan Kwiatoń (4-1)               | TKO (ciosy pięściami)                     | 1     | 2:49 | TFL 8 / AFC 7: Title Show                      | 16.01.2016 | Lublin              | |
| Wygrana   | 3-0    | Mikołaj Mataśka (1-0)           | Poddanie (duszenie gilotynowe)            | 1     | ?    | Thunderstorm 1 – The Beginning                 | 07.11.2015 | Łódź                | |
| Wygrana   | 2-0    | Krzysztof Mielniczuk (0-0)      | Decyzja (jednogłośna)                     | 3     | 5:00 | TFL 7 / PLMMA 55: Oleksiejczuk vs. Janiszewski | 02.05.2015 | Kraśnik             | |
| Wygrana   | 1-0    | Krystian Tołkaczewski (1-1)     | TKO (ciosy pięściami)                     | 1     | 4:56 | TFL 6 / PLMMA 46: Bieniek vs. Szulakowski      | 24.01.2015 | Lublin              | |